# 積臣 (足球運動員)
積臣（英語：Jason Scott Jeyam，1994年10月31日—），是香港足球員，司職後衛位置，效力香港甲組足球聯賽球隊橫濱FC香港。

## 外部連結
- 香港足球總會網頁球員資料 （页面存档备份，存于）